# Geoff Coombes
Pour les articles homonymes, voir Coombes.
Geoffrey Coombes, appelé parfois Geoff ou Jeff Coombes (né le 23 avril 1919 à Lincoln en Angleterre et mort le 5 décembre 2002 à Rockledge aux États-Unis) était un joueur de football américain d'origine anglaise.

## Biographie

### Jeunesse
Coombes grandit à High Wycombe en Angleterre où il pratique de nombreux sports. Son équipe de football locale remporte notamment la coupe mineure de Berks & Bucks. Il se voit offrir une proposition du club de Nottingham Forest FC, mais ne joue jamais en dehors des équipes jeunes dans son pays natal. En 1935, il immigre aux États-Unis avec sa famille.

### Carrière de joueur
Coombes joue tout d'abord au football dans le Michigan, où ses prestations lui valent d'être sélectionné dans une équipe All Star du Michigan en 1939 avant de servir l'U.S. Army pendant la Seconde Guerre mondiale. Après la guerre, il retourne dans le Michigan, à Détroit. En 1946, il rejoint les Chicago Vikings avec qui il gagne l'U.S. Open Cup. Il ne joue pas la saison 1946 de la North American Soccer Football League avec les Vikings, et rejoint les Detroit Wolverines avec qui il remporte le championnat cette année-là. En 1947, le nouveau propriétaire de l'équipe change le nom en Detroit Pioneers. Les Pioneers finissent 5e de la saison 1947. Il retourne donc chez les Chicago Vikings et participe à la National Soccer League of Chicago. En 1948, les Vikings remportent le titre.

### Équipe nationale
Les prestations de Coombes lui valent d'être sélectionné pour la coupe du monde 1950 au Brésil, mais il ne joue pas un seul match.

### Hommage
Il a été intronisé, en 1976, aux États-Unis au National Soccer Hall of Fame, avec les autres membres de l'équipe de la Coupe du Monde de 1950.